# The Cedars
The Cedars, también conocida como Casa Ardis o Casa Atkinson, es una residencia histórica ubicada en Beech Island, Carolina del Sur, Estados Unidos. Fue incluido en el Registro Nacional de Lugares Históricos en 1993.

## Historia
La casa fue construida por Abram Ardis, Jr. alrededor de 1825. El núcleo original de la residencia principal de The Cedars era una estructura de dos pisos, tres tramos, marco y tablas de intemperie sin adornos exteriores con la entrada principal en la elevación este.
El siguiente propietario fue Edward Heyward Atkinson, un agricultor local, empresario y líder comunitario en Beech Island, quien duplicó el tamaño del edificio original, construyó la segunda etapa alrededor de 1908-1910. Esta adición de dos pisos se construyó en la elevación sur de la casa original y tenía un porche de un piso de ancho completo.